# Carnaval d'Ottana
El Carnaval d'Ottana, és un carnaval que se celebra al petit municipi Ottana a la provincia de Nuoro, és un dels carnavals més típics de la tradició barbarenca i un dels més coneguts i espectaculars de Sardenya i d'Itàlia. Les seves màscares, entre les quals, destaquen els Boes i els Merdules, representen la lluita entre l'instint animal i la raó humana; de fet, en les representacions, els Boes són perseguits, fuetejats i capturats pel Merdules, amb representacions de baralles furioses.

## El Boe
Els boes porten una màscara (caratza en sard) que té els trets d'un bou (d'aquí vé el nom). Està feta amb fusta de perera borda (Pyrus communis o Pyrus spinosa) i decorada amb dissenys de diversos colors, el més famós és la flor de la vida, símbol de la prosperitat, esperança i bona sort. Els Boes van coberts amb pells d'ovelles blanques i porten manyocs de esquelles penjades a les espatlles (anomenades Su Erru o Su Sonazos ) que poden pesar fins a  30 quilos.

## El Merdule

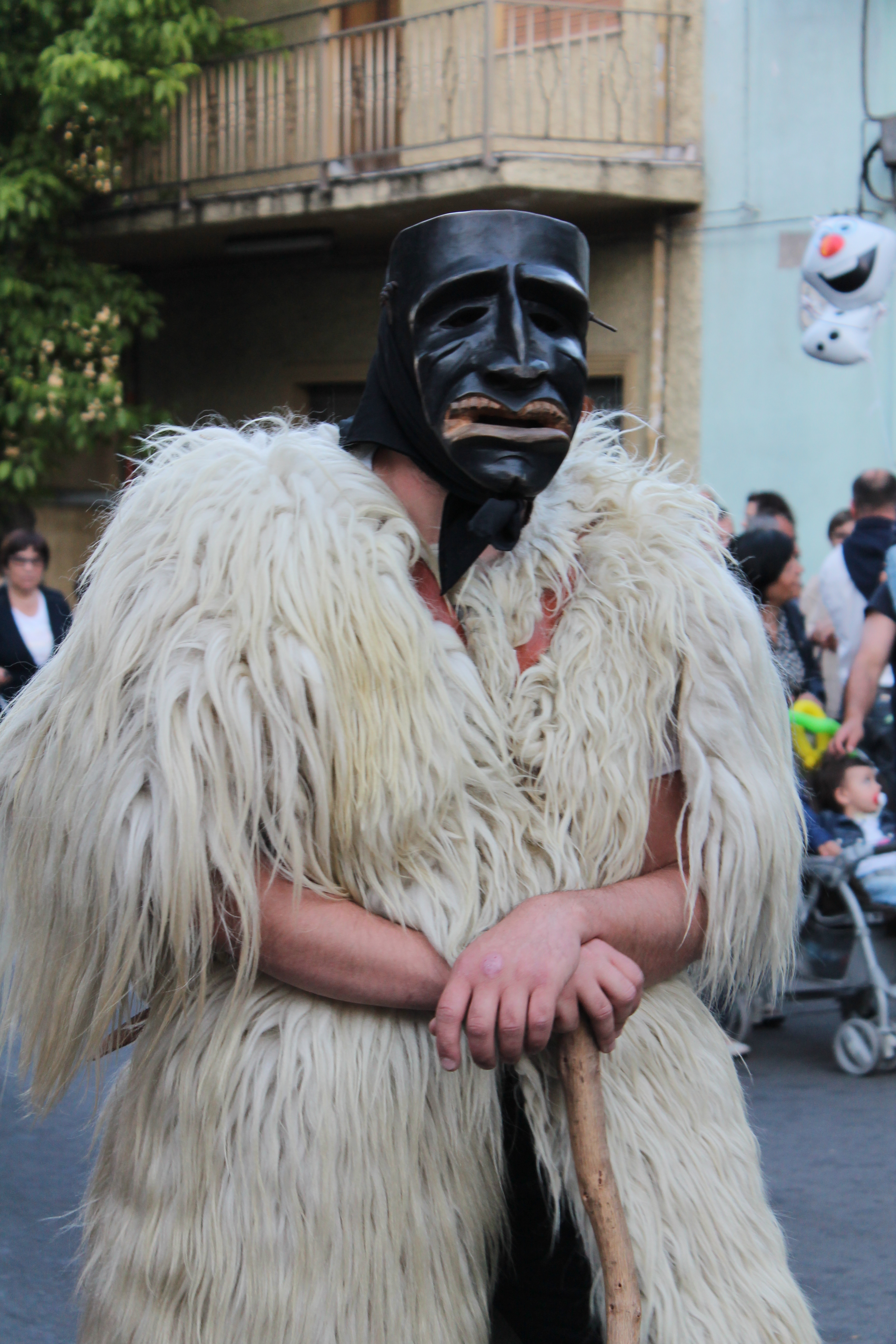
Merdule d'Ottana

Els Merdules, són pròpiament "els guardians dels bous" que intenten comandar-los durant tota la desfilada. També van coberts amb pells d'ovelles blanques o negres (bastant rares) i porten una màscara negra que té les faccions d'un home vell, lleig, deforme, amb un somriure sarcàstic. Utilitzen un bastó, Su Matzuccu, amb el qual menen els Boes, o intenten domesticar-los utilitzant una corda de cuir, Sa Soca.

## La Filonzana

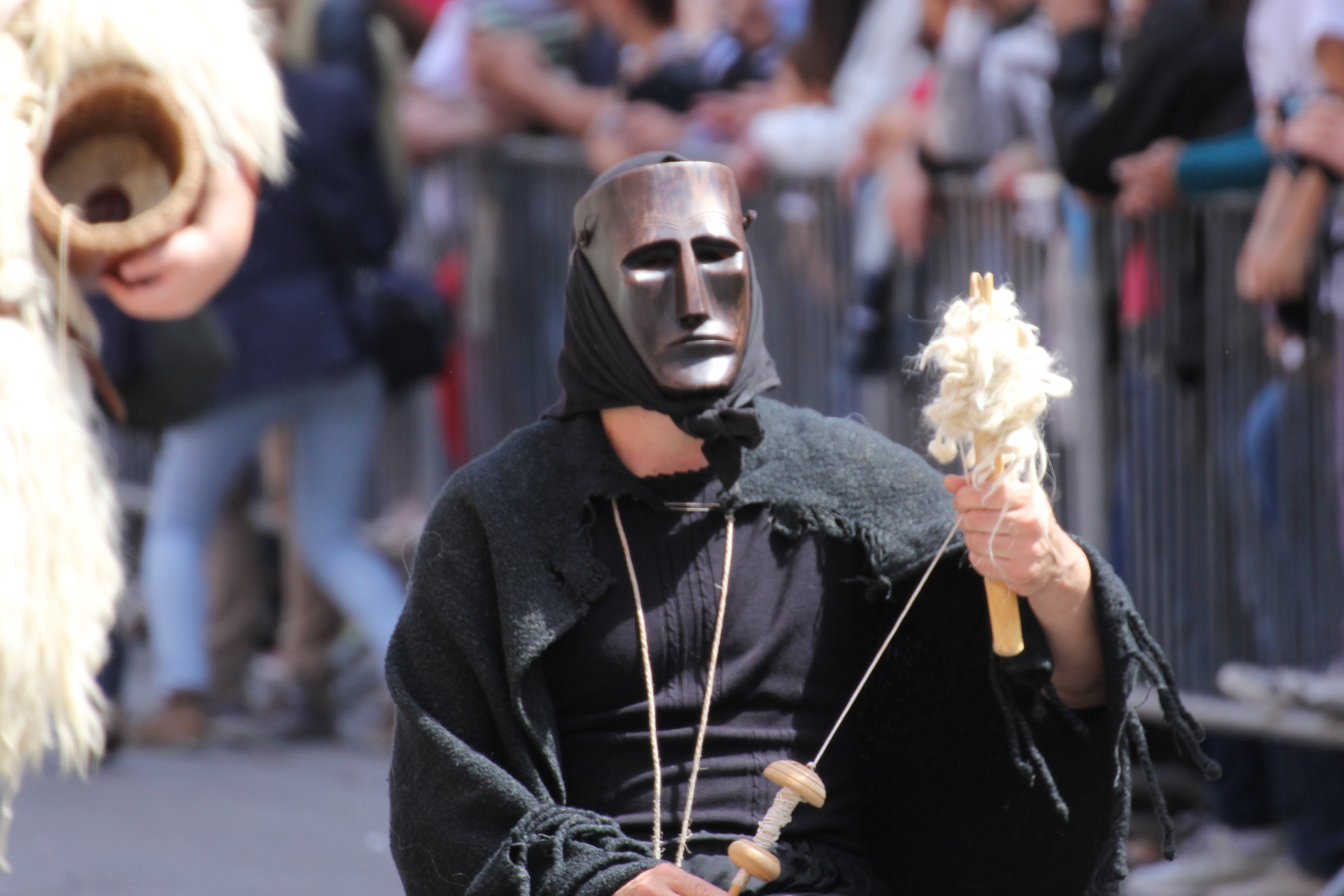
Sa Filonzana

Sovint les desfilades van acompanyades per la inquietant figura de Sa Filonzana, una altra màscara típica d'Ottana, l'únic personatge femení del carnaval a Sardenya. Representa una vella, lletja, coixa i geperuda, vestida de negre, que intenta filar llana; en realitat és tracta d'un home disfressat, ja que les dones no podien participar en aquests ritus. El fil representa la vida i ella està disposada a tallar-lo amb unes tisores davant de qualsevol que no li ofereixi beure; així que tothom s'afanya a convidar la Parca, evitant  conseqüències desagradables. La referència a les Parques romanes, que els grecs anomenaven Moires, és evident. Durant la desfilada, també ordena que els boes morin; ells cauen a terra, i només al cap d'uns minuts es tornen a aixecar per reprendre la processó, que simbolitza així el cicle de la vida.

## Curiositats
A més d'aquestes tres màscares típiques del carnaval, n'hi ha d'altres que recorden altres espècies animals com ara l'ase o Su Molente, el cérvol o Su Cervu, la cabra o Su Beccu, o el porc o Su Porcu .

## Galeria d'imatges

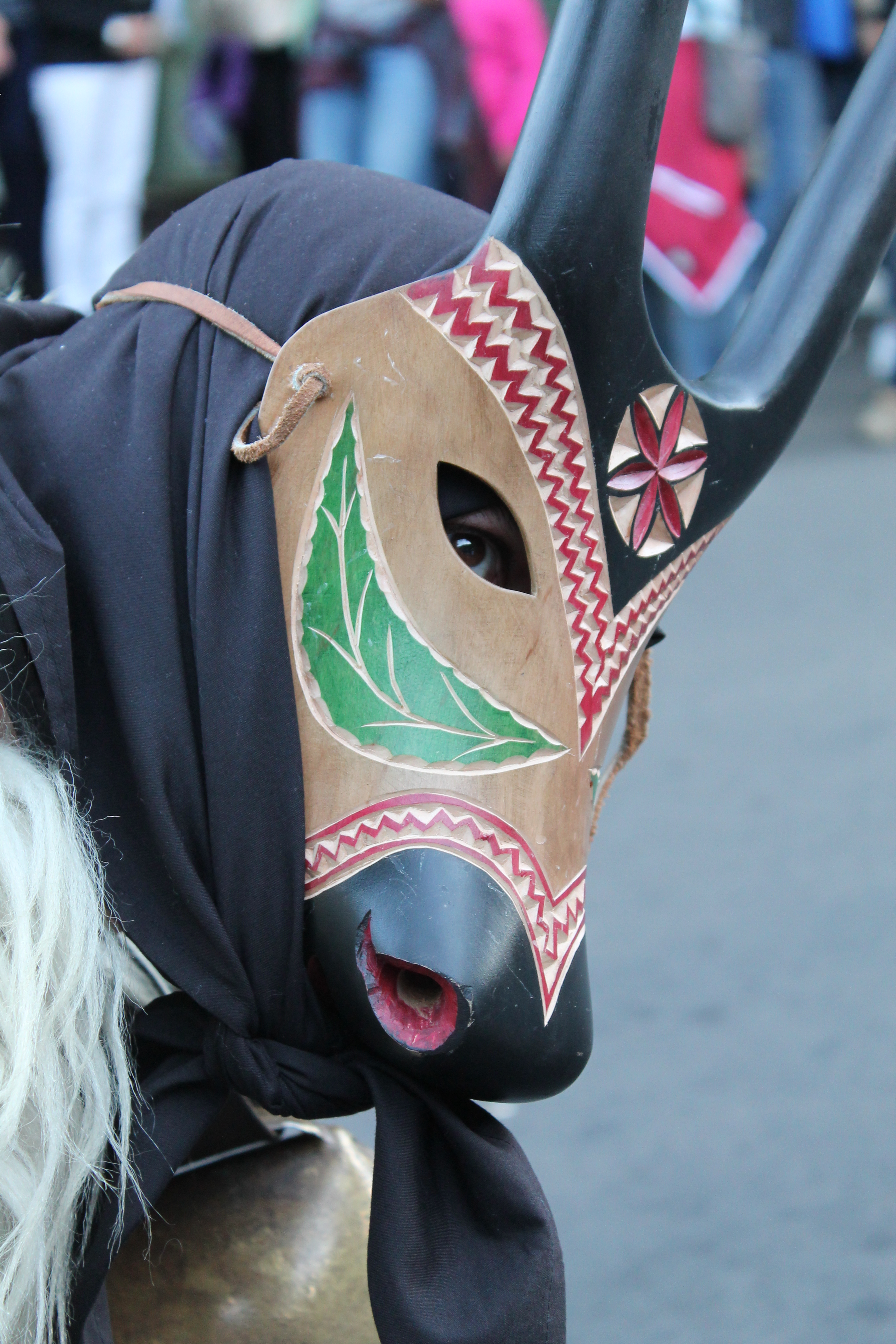
Mascara del Boe
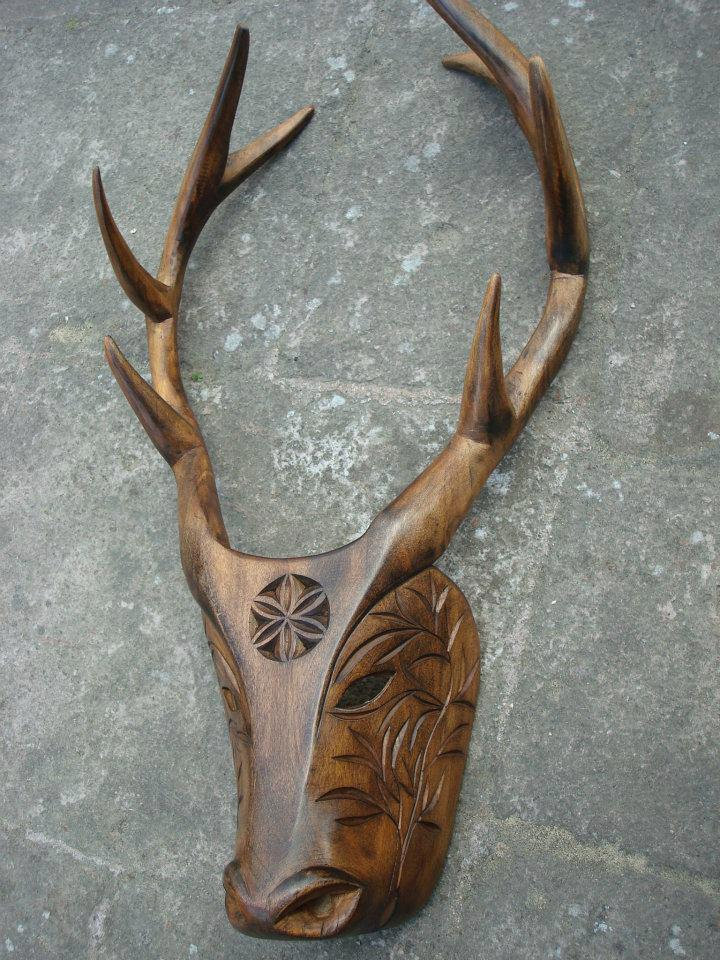
Su Cervu
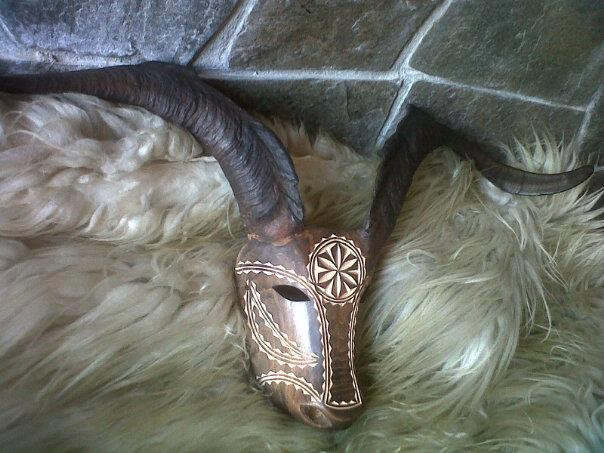
Su Beccu
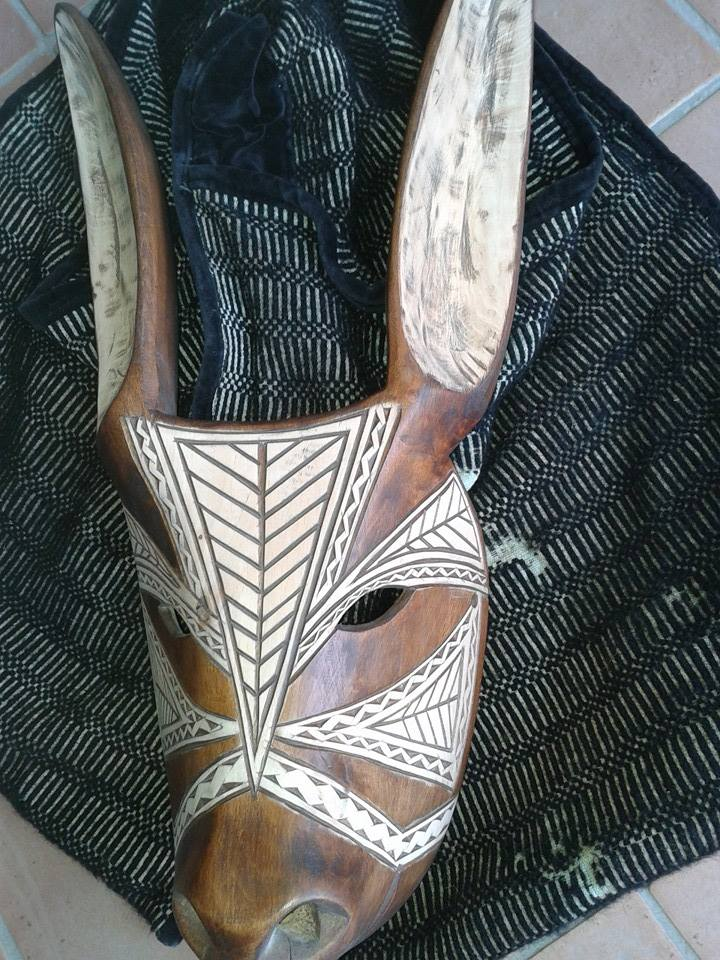
Su Molente
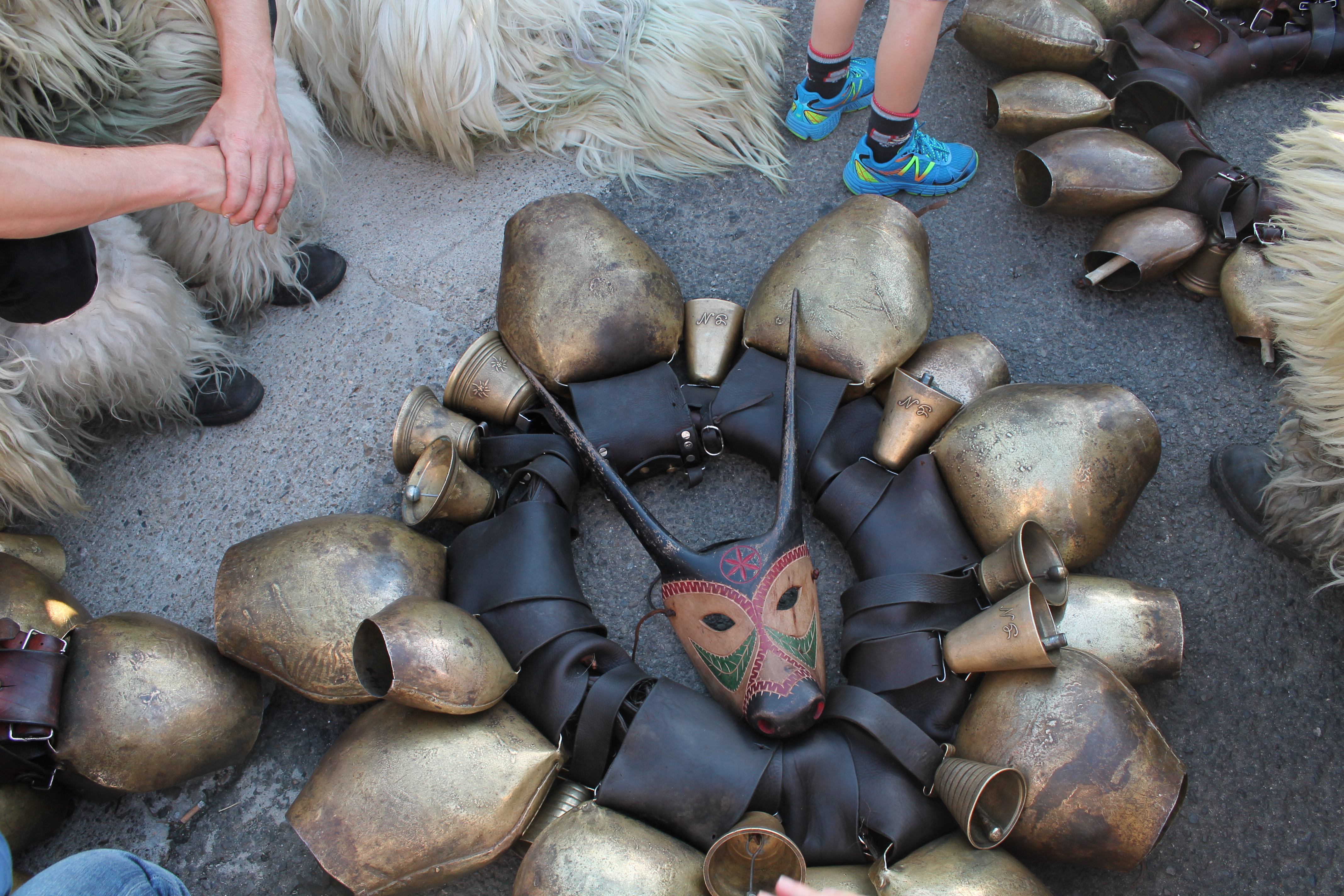
Maschera e campanacci del Boe
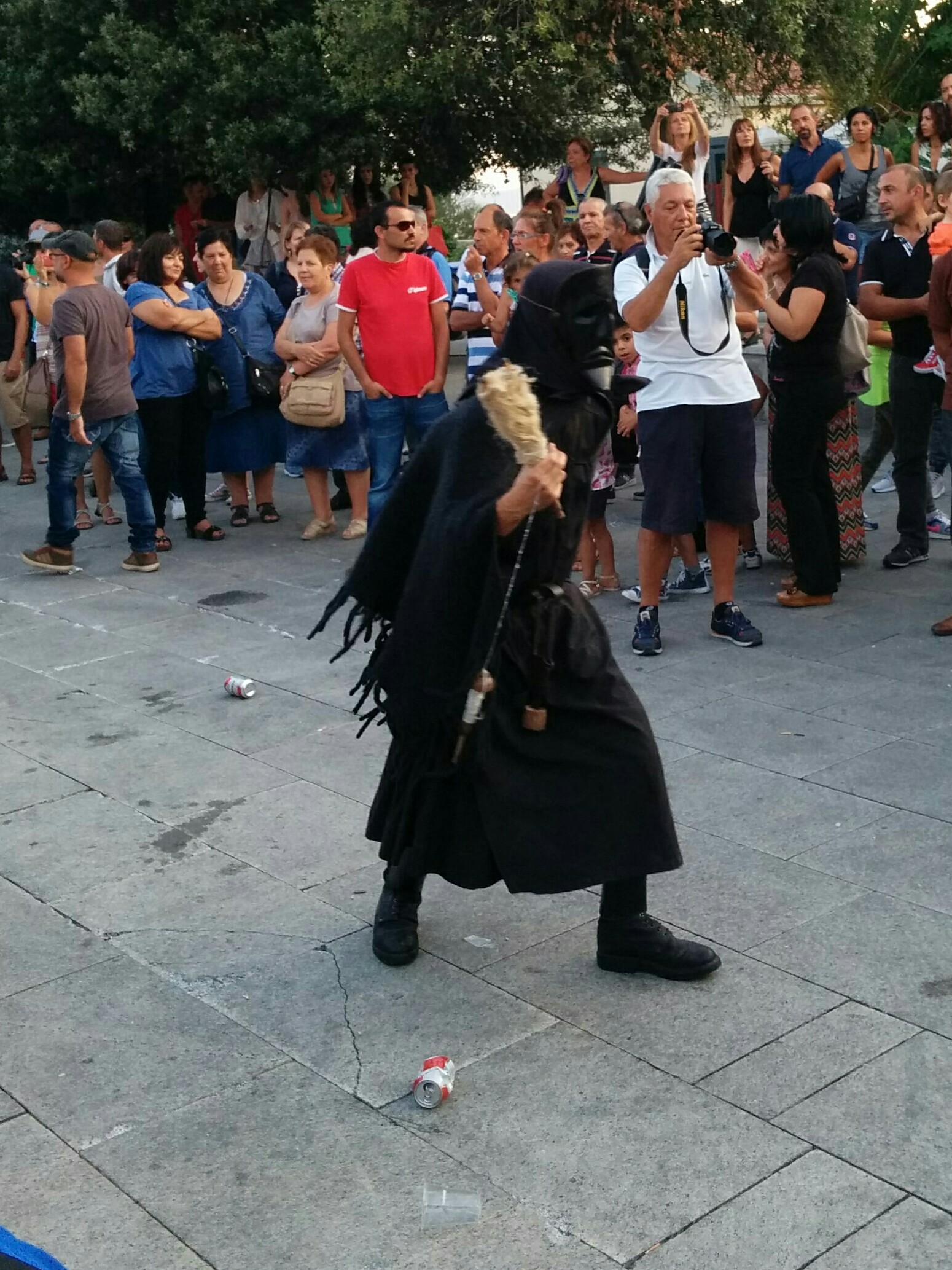
Sa Filonzana
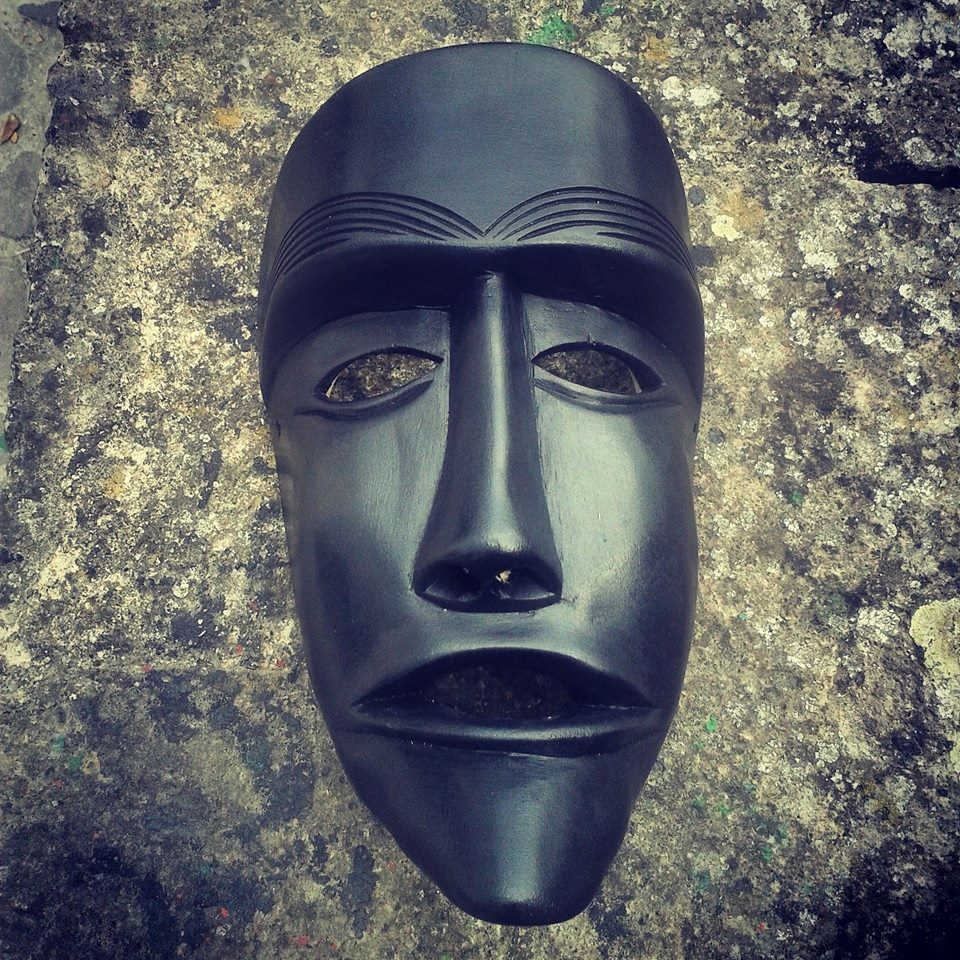
Maschera della Filonzana

## Filmografia
- Otzana, dirigida per Luca Valdés, 2019